# Allium pseudoalbidum
Allium pseudoalbidum е вид растение от семейство Лукови (Amaryllidaceae). Видът е застрашен от изчезване.

## Разпространение
Разпространен е в Турция.